# Henri de Saint Nectaire
markiz Henri de Saint Nectaire (lub Senecterre) – francuski oficer i dyplomataą żyjący w XVIII wieku.
W latach 1719–1720  pełnił funkcję francuskiego ambasadora w Wielkiej Brytanii. W armii doszedł do rangi generała-pułkownika.